# Чавон
Чавон (исп. Chavon) — река в Доминиканской Республике.
Протекает по территории восточной провинции Ла-Романа и впадает в Карибское море.
При устье на левом берегу реки находится курорт Каса-де-Кампо с воссозданным средневековым городом Альтос-де-Чавон.

## В культуре
На реке неоднократно проходили съёмки кинофильмов:
- 1976—1977: «Апокалипсис сегодня», режиссёр Френсис Форд Коппола;[источник не указан 1659 дней]
- 1985: «Рэмбо: Первая кровь 2», режиссёр Джордж Косматос[1][2];
- 1988 «Рэмбо III», режиссёр Питер Макдональд[1][2];
- 1993: «Парк юрского периода», режиссёр Стивен Спилберг.[источник не указан 1659 дней]